# Asarum caulescens
Asarum caulescens là một loài thực vật có hoa trong họ Aristolochiaceae. Loài này được Maxim. mô tả khoa học đầu tiên năm 1872.